# Eyal Sharon Krafft
Eyal Sharon Krafft, född 1963 i Israel, är en svensk frilansjournalist, författare och resebloggare. Han driver bloggen På Upptäcktsfärd tillsammans med sin hustru Kerstin.
Han lämnade Israel 1986 för att studera europarätt på Europainstitutet i Saarbrücken, Tyskland. Efter sin masterexamen 1988 flyttade han till Sverige. År 2002 utbildade han sig till journalist på Poppius journalistskola i Stockholm. Under sina första år som frilansjournalist skrev han främst för Upsala Nya Tidning, bland annat som krönikör. 
2004 var han medförfattare till boken Tyst: en antologi om tystnad där även Göran Persson och Henrik Ståhl medverkade.
2006 gav Eyal Sharon Krafft ut sin debutroman Taket, vilken utspelar sig i 1960-talets Israel.